# Robert Wetzlar

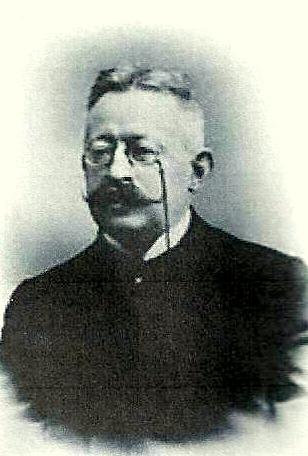
Robert Wetzlar

Robert Wetzlar (* 12. Mai 1847 in Aachen; † 1. September 1912 in Eupen, heute Ostbelgien) war ein deutscher Unternehmer und Stifter.

## Leben und Wirken
Robert Wetzlar war der Sohn des in Aachen wirkenden Badearztes Lazarus Wetzlar (1810–1880) aus Bonn, dessen Eltern dort ein Ellenwarengeschäft betrieben hatten. Die Familie war jüdischer Abstammung und hatte den Namen der hessischen Stadt Wetzlar angenommen, wo sie ursprünglich ansässig waren. 
Nach seiner Schulzeit absolvierte Robert Wetzlar zunächst eine kaufmännische Lehre in Aachen. Anschließend nahm er in den Jahren 1870/1871 mit dem 2. Garde-Regiment am Deutsch-Französischen Krieg teil. Ein Jahr später trat er als kaufmännischer Angestellter in die Tuchfabrik Wilhelm Peters & Cie in Eupen ein, das damals zum Deutschen Reich gehörte. Schnell erkannte Peters seine Fähigkeiten und nahm ihn bereits am 1. Januar 1873 in die kaufmännische Firmenleitung auf und machte ihn zum Teilhaber. 1880 heiratete Wetzlar die zwanzigjährige Mathilde Peters (1860–1936), die Tochter des Firmengründers Wilhelm Peters, für die er vom Judentum zum Protestantismus konvertierte. Die Ehe blieb kinderlos.

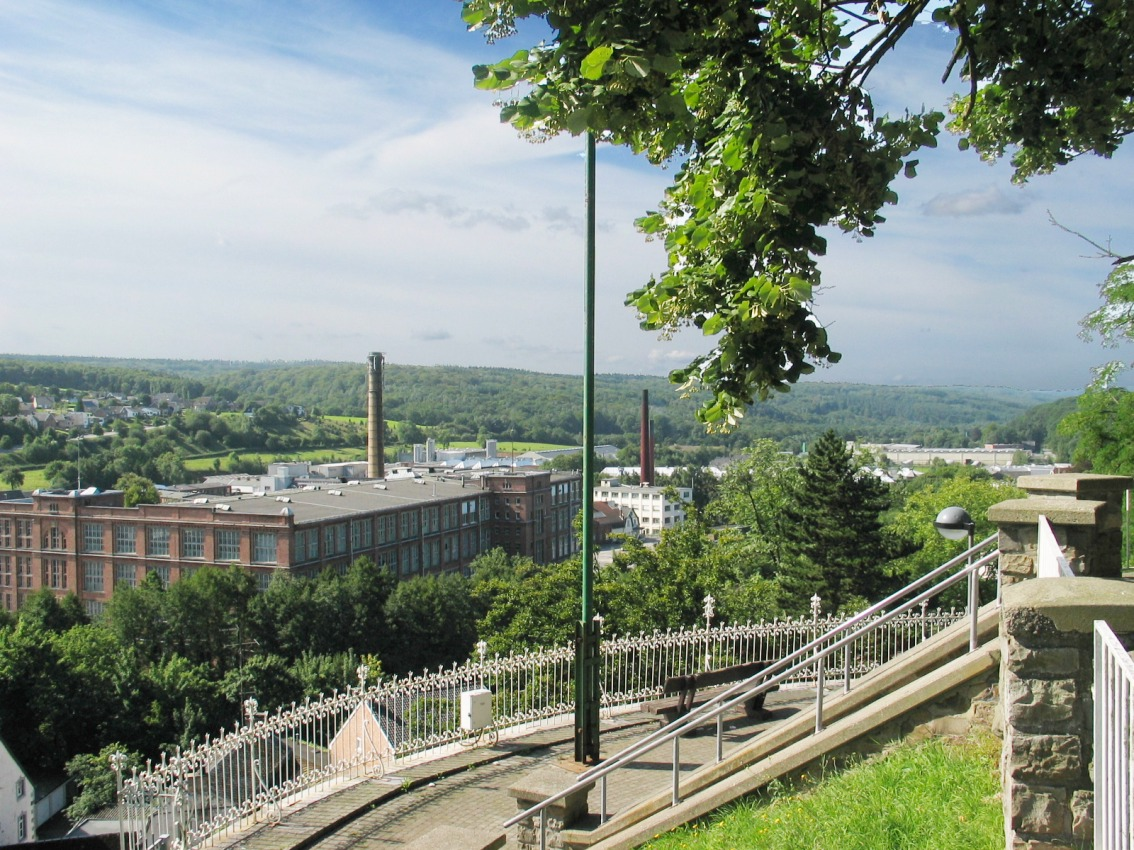
Hauptgebäude der Kammgarnwerke AG

Unter der Federführung Wetzlars gründeten 1906 mehrere regionale Textilunternehmer die Kammgarnwerke AG, die zu einer der modernsten Kammgarnspinnereien in Europa wurde und zu deren Aufsichtsratsvorsitzender er gewählt wurde. Dabei zeigte Wetzlar immer wieder Gespür für die Belange der Arbeiter nicht nur seiner Fabrik, sondern auch der anderen Werke in der Stadt. Mehrmals wurde er als Streikschlichter gerufen, wenn es in irgendeinem Werk zu Protesten oder Arbeitsniederlegungen kam. 
Darüber hinaus saß Wetzlar seit 1886 im Stadtrat und war bereits seit 1879 Mitglied der Handelskammer zu Eupen, die er von 1890 bis 1912 als Präsident leitete. Dabei widerstand er mehrmals den Versuchen, mit der IHK Aachen zusammengeschlossen zu werden. Während seiner Amtszeit setzte er sich verstärkt für die örtliche Tuch- und Kabelindustrie und den Ausbau mehrerer Kleinbahnverbindungen ein, darunter der Dampf-Vizinalbahn von Eupen nach Dolhain im Jahr 1897 und die Straßenbahnverbindung nach Aachen im Jahr 1906. Letztere wurde 1910 elektrifiziert und nach Herbesthal sowie später nach Verviers verlängert. Damit war das preußische Eupen an das belgische Eisenbahnnetz angeschlossen, was für die regionale Wirtschaft von besonderer Bedeutung war.

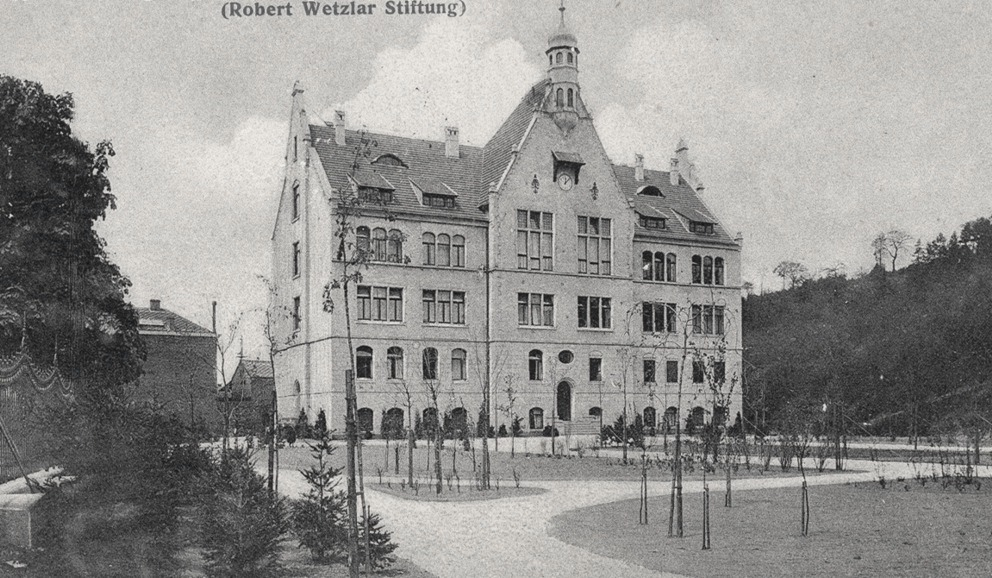
Wetzlarschule in Eupen

Im Jahr 1905 stiftete Robert Wetzlar der Stadt Eupen eine Gewerbliche und kaufmännische Fachschule für Knaben und Mädchen, verbunden mit Haushaltungsschule. Er selbst gehört ebenso wie seine Frau und ein Großteil der Familie von Anfang an zum Schulvorstand und kümmert sich persönlich um Organisation, Lehrinhalte, Lehrpersonal und Schüler. Nach dem Ersten Weltkrieg und der anschließenden Abtretung der Kreise Eupen und Malmedy an Belgien in Folge des Versailler Vertrags war die Zukunft der Schule ungewiss, auch weil der Aachener Verein zur Beförderung der Arbeitsamkeit die jährlichen Fördermittel zum Unterhalt der Schule wegen der belgischen Übernahme gestrichen hatte. Daraufhin veranlasste Robert Wetzlars Frau und mittlerweile Witwe Mathilde Wetzlar-Peters, dass das Stiftungsvermögen der Robert-Wetzlar-Stiftung am 25. Juni 1919 aufgelöst und nach langen Verhandlungen der Stadt Bonn übertragen werden sollte, die mit diesen Geldern dort eine neue Schule einrichtete. Diese wurde am 1. Oktober 1921 als Robert-Wetzlar-Schule eingeweiht und trägt heute offiziell den Namen Robert-Wetzlar-Berufskolleg der Stadt Bonn. Zugleich verkaufte die Witwe die ehemaligen Schulgebäude in Eupen der belgischen Armee, die diese unter dem Namen Caserne Sous-Lieutenant Antoine nutzte, in der von 1929 bis 1940 das 2. und 4. Regiment der Carabinieres Cyclistes und seit 1947 das Königliche Militärinstitut für Leibeserziehung einzog.

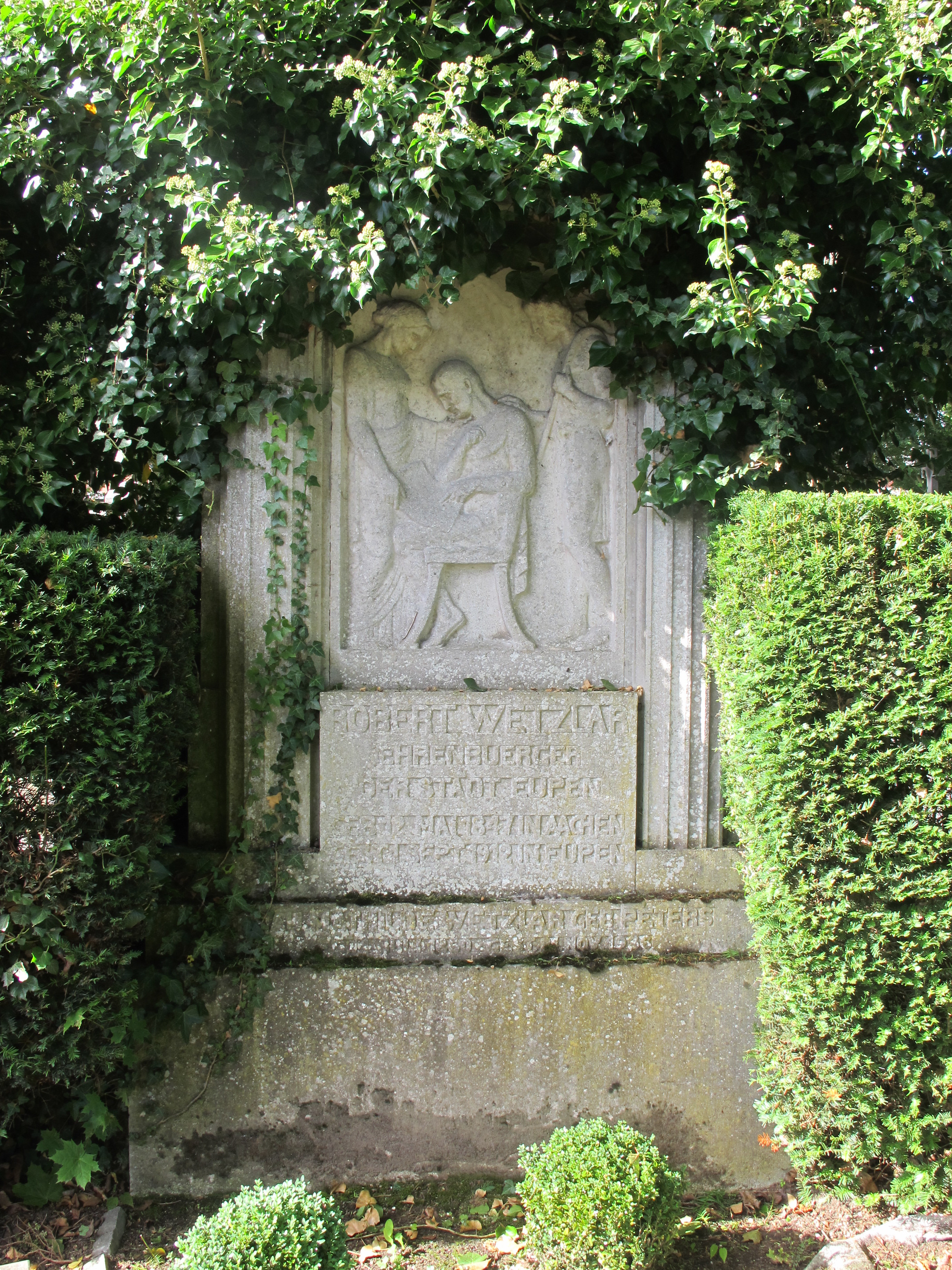
Grabstätte Robert Wetzlar und Frau Mathilde

Darüber hinaus schenkte Robert Wetzlar im Jahr 1911 der Stadt Eupen ein Grundstück im Hilltal sowie das nötige Kapital aus der Wetzlarstiftung, welche zweckgebunden für den Bau einer Schwimm- und Badeanstalt eingesetzt werden sollten. Politisch und wirtschaftlich schwierige Zeiten vor, während und nach Ersten Weltkrieg bewirkten allerdings, dass die Stadt Eupen erst 1934 mit maßgeblicher Unterstützung der Kammgarnwerke AG das vorgesehene Freibad errichten konnte, welches schließlich den Namen Wetzlarbad erhielt. Nach der Annektierung Belgiens durch die Nationalsozialisten Deutschlands wurde das Bad ab 1940 wegen der jüdischen Vergangenheit von Robert Wetzlar vorübergehend Waldbad genannt, erhielt aber nach 1945 wieder seinen alten Namen zurück. 2014 wurde dieses Bad geschlossen, um zukünftig als modernes Kombibad umgebaut zu werden.
Dank seines unternehmerischen Erfolges und seines Stiftertums wurde Robert Wetzlar 1905 zum Geheimen Kommerzienrat ernannt. Im Jahr 1911, ein Jahr vor seinem Tod, verlieh ihn die Stadt Eupen die Ehrenbürgerschaft. 1975 wurde eine Straße in Eupen nach ihm benannt.
Robert Wetzlar fand ebenso wie später seine Frau Mathilde seine letzte Ruhestätte auf dem städtischen Friedhof in Eupen.